# Уэст, Мэделин
Мэделин Уэст (англ. Madeleine West; род. 26 июля 1980 или 26 июля 1979, Мельбурн) — австралийская актриса кино и телевидения, лауреат премии «AACTA» (2008).
Наиболее известными работами Уэст являются роли Дионы Блисс в мыльной опере «Соседи» и Даниэль Макгуайр в сериале «Криминальная Австралия», а также по второстепенные роли в фильмах «Приговорённые, „Соответствие Джека“ и Патруль времени».

## Ранние годы
Уэст, урождённая Мелани Энн Уэстон, выросла в Вуденде, городе в штате Виктория. В детстве сменила восемь школ, из-за того что её семья часто переезжала. Уэст начала выступать перед семьей и друзьями в раннем возрасте. В 1992 году она начала учиться в драматическом ансамбле талантливых детей Нового Южного Уэльса. Позже училась Технологическом университете Суинберна, изучала право в университете Дикина, но прекратила обучение, чтобы заняться актёрской карьерой.
В январе 2023 года Уэст заявила, что в детстве подверглась сексуализированному насилию. Насилие началось, когда ей было 5 лет, и продолжалось вплоть до 10. Насильником Уэст был мужчина по имени Питер Уайт, который раньше был её соседом. В 2022 году Уэст решила добиться справедливости в отношении Уайта, который теперь был бизнесменом и уже имел несколько внуков. Уэст навестила Уайта в доме его семьи. Мужчина не знал, что на ней было прослушивающее устройство. В признании, тайно записанным Уэст, Уайт не отрицал жестокого обращения, но утверждал, что не помнит этого. Он извинился перед Уэст, однако она была убеждена, что на самом деле мужчина не раскаивается. Благодаря её вкладу в дело было доказано, что Уайт жестоко обращался и с другими детьми, в результате чего общее число его жертв достигло семи. Многие жертвы присоединились к Уэст в разоблачении, и в результате Уайту были предъявлены обвинения в 33 преступлениях сексуального характера. 73-летний Уайт признал себя виновным в суде и был приговорен к 15 годам тюремного заключения.

## Карьера
Уэст присоединилась к актёрскому составу «Соседей» в роли Ди Блисс в 1999 году. Два года спустя она была номинирована как самый популярный новый женский талант премии Логи. В марте 2003 года было объявлено, что Уэст покидает «Соседей» по истечении срока её контракта. В начале апреля она сняла свои финальные сцены.
В 2008 году Уэст появилась в криминальной драме «Темная сторона» («Криминальная Австралия») в роли Даниэль Макгуайр. В 2011 году она присоединилась к актёрскому составу сериала «Winners & Losers» в роли Дейдры Гросс. Уэст ранее отказалась от этой роли из-за того, что была беременна третьим ребёнком.
В 2013 году Уэст появилась в сериале «Отчаянные домохозяева» в роли Димити. Также она повторила свою роль Даниэль Макгуайр в спин-оффе сериала «Толстяк Тони и компания».
В 2017 году Уэст вернулась в «Соседей», чтобы сыграть Андреа Сомерс, двойника Ди Блисс. Уэст также присоединилась к актёрскому составу «Не той девушки» в роли телеведущей Эрики Джонс. Её первая книга под названием «От шести до восьми» была опубликована в марте того же года, и с тех пор Уэст выпустила серию детских книг под названием «Lily D, V.A.P.»
В 2023 году Уэст вместе с бывшим детективом Гэри Джубелином выпустила восьмисерийный подкаст «Predatory», который привлекает внимание к проблеме сексуализированного насилия над детьми. Подкаст призывает обнародовать австралийский реестр сексуальных преступников и выплачивать жертвам справедливую компенсацию.

## Личная жизнь
Уэст была помолвлена с Питом Лейзером, прежде чем в 2005 году вступила в отношения с ресторатором Шенноном Беннеттом. У пары родилось шестеро общих детей. Их первенец Феникс родился в 2005-м году, Хендрикс в 2008-м, Саша в 2010-м, Ксанте в 2012-м и близнецы Халия и Марго в 2014-м. В сентябре 2018 года Уэст подтвердила, что они с Беннеттом расстались, но «стремятся воссоединиться как друзья и родители».
Уэст состоит в отношениях с эко-активистом Максимо Боттаро с 2020 года, познакомившись с ним во время волонтерской работы в его организации ReForest Now.
В июле 2002 года Уэст была сбита автобусом в Сиднее. Актрису также ограбили, когда она была без сознания. Ей потребовалась реконструктивная пластическая операция, и ей пришлось поставить на паузу её участие в сериале «Соседи», но месяц спустя она вернулась в шоу.

## Избранная фильмография
| Год       |    | Русское название       | Оригинальное название | Роль             |
| --------- | -- | ---------------------- | --------------------- | ---------------- |
| 2000—2003 | с  | Соседи                 | Neighbours            | Диона (Ди) Блисс |
| 2005      | тф | Геракл                 | Hercules              | Ипполита         |
| 2007      | ф  | Приговоренные          | Condemned             | Сара Кавано      |
| 2008      | с  | Криминальная Австралия | Underbelly            | Даниэль Макгуайр |
| 2010      | ф  | Соответствие Джека     | Matching Jack         | Нэнси            |
| 2010      | с  | Спецотдел по спасению  | Rescue: Special Ops   | Анника Эренберг  |
| 2013      | с  | Отчаянные домохозяева  | House Husbands        | Димити           |
| 2014      | ф  | Патруль времени        | Predestination        | миссис Стэплтон  |